# Джоан Аллен
Джоан Аллен (англ. Joan Allen; нар. 20 серпня 1956, Рошель, Іллінойс, США) — американська акторка кіно, театру, телебачення та озвучення. Кар'єру почала у театральній компанії Steppenwolf у 1977 році. У 1984 виграла премію «Драматичний стіл» за роботу у п'єсі «Заспівав соловей» та премію «Тоні» за найкращу жіночу роль у п'єсі за дебют на Бродвеї в «Burn This». Триразова номінантка «Оскара»: на найкращу жіночу роль другого плану за фільми «Ніксон» (1995) та «Тигель» (1996), та «Найкраща акторка» за «Претендент» (2000).
Інші кінороботи: «Мисливець» (1986), «Пеггі Сью одружилася» (1986), «Такер: Людина і його мрія (фільм, 1988)», «Крижаний вітер» (1997), «Без обличчя» (1997), «Плезантвіль (1998)», «Перевага Борна» (2004), «Видимість гніву» (2005), «Ультиматум Борна» (2007), «Смертельні перегони» (2008) та «Спадок Борна» (2012). Аллен виграла канадську премію за найкращу жіночу роль другого плану у фільмі «Кімната» 2015 року. Знімалася у бродвейських виставах «Хроніки Гайді» (1988), «Імпресіонізм» (2009) та «Галерея Вейверлі» (2018).

## Життєпис
Народилась в Рошелі, штат Іллінойс, США, в сім'ї домогосподарки Доротеї Марі та Джеймса Джефферсона Аллена, власника заправки. Має німецьке, англійське та шотландсько-ірландське коріння, старшого брата Девіда та двох старших сестрер, Мері та Лінн.
Навчалася в середній школі міста Рошель. Будучи сором'язливою у дитинстві, в акторстві знайшла середовище для прояву всього спектру прихованих емоцій. Спочатку відвідувала Університет Східного Іллінойсу, виступаючи в кількох виставах зі студентом Джоном Малковичем, а потім Північний Іллінойський університет, який закінчила з бакалаврським ступенем з образотворчих мистецтв у театрі.
1 січня 1990 року одружилася з єврейським актором Пітером Фрідманом. Через 4 роки народила дочку Сейді Фрідман. Після розлучення у 2002 році спілкується та виховувала дитину спільно з колишнім чоловіком. Сейді також закінчила театральну школу і вже зіглала кілька ролей у короткометражках та серіалах.
Шульга, любить собак.

## Кар'єра
Аллен розпочала виконавську кар'єру як акторка сцени на телебаченні, потім дебютувала у фільмі «Компрометуючі пози» (1985). Стала незмінною учасницею ансамблю театральної компанії Steppenwolf у 1977 році на запрошення Джона Малковича.
У 1984 році виграла премію Кларенса Дервента за роль Геллен Стотт у фільмі «І соловей співав». Робота Аллен зі Steppenwolf включала постановки «Три сестри», «Очікування параду», «Любовні листи», «Шлюб Бетт і Бу» та Колесо. 
У 1989 році Аллен виграла премію «Тоні» за дебютний виступ на Бродвеї в «Burn This напроти Малковича». Також знялася у стрічці-призерці Пулітцера «Хроніки Гайді» з Бойдом Гейнсом у театрі Плімута. Шоу зустріли змішаною критикою і шістьма номінаціями на премію Тоні та перемогою в номінації за найкращу гру.
Номінантка премії «Оскар» на найкращу жіночу роль другого плану за Пет Ніксон у фільмі Ніксон (1995) та Елізабет Проктор, звинувачену в чаклунстві, у фільмі «Тигель» (1996). Номінована на «Оскар» на найкращу жіночу роль за роботу у фільмі «Претендент» (2000), втіливши політикиню, що опиняється в центрі скандалу.
Аллен виконала головні ролі в драмі «Крижаний вітер» режисера Енга Лі та бойовику «Без обличчя» режисера Джона Ву, який вийшов у 1997 році, а також у комедії «Плезантвіль» (1998).
У 2001 році Аллен знялася в міні-серіалі «Тумани Авалона» на ТНТ і номінована на премію «Еммі» за роль. У 2005 році отримала багато позитивних відгуків на головну роль у комедії/драмі «Видимість гніву».
У 2004-2012 роках втілювала директорку департаменту ЦРУ Памелу Ленді у фільмах «Перевага Борна», «Ультиматум Борна» та «Спадок Борна». Аллен з'явилась в «Смертельних перегонах» (2008), граючи тюремну начальницю.
У 2009 році Аллен втілила Джорджію О'Кіф у біографічному фільмі Lifetime Television 2009 року про хроніку життя художниці. Аллен повернулась на Бродвей після двадцятирічної відсутності у березні 2009 року, зігравши Кетрін Кінан у п'єсі Майкла Джейкобса Імпресіонізм навпроти Джеремі Айронса в театрі Джеральда Шенфельда. Вистава зазнала неоднозначних відгуків. «Нью-Йоркер» описав п'єсу як «настільки ж незграбну, як і піднесену», відзначаючи її «нахабну солодкість» і «відвертий гумор».
Аллен озвучила персонажку Дельфіну у відеогрі Bethesda Softworks 2011 року The Elder Scrolls V: Skyrim. Вона також взяла участь в аудіобіблійній роботі Томаса Нельсона «Слово обіцяння». У цьому драматизованому аудіо Аллен виконала роль Дебори разом з голівудським ансамблем (Джеймс Кевізел, Лу Госетт-молодший, Джон Ріс-Девіс, Джон Войт, Гері Сініз, Крістофер Макдональд, Маріса Томей, Джон Шнайдер).
У 2015 році Аллен знялась у драматичному серіалі ABC «Сім'я» в головній ролі лиходійки-матріарха.
Після дев'ятирічної відсутності на Бродвеї Аллен зіграла Еллен Файн у престижній постановці Бродвею у виставі Кеннета Лонергана «Галерея Веверлі» у 2018 році, разом з Елейн Мей, Лукасом Геджесом і Майклом Серою в театрі Джона Голден.

## Джоан Аллен зараз
Однією з найхвилюючих прем'єр для шанувальників Стівена Кінга стала екранізація його роману «Історія Лізі», прем'єра якої відбулася 4 червня 2021 року. А після успіху фільму «Воно» на картину з нетерпінням чекали й любителі хорору. У фільмі Джоан зіграла одну з головних ролей – сестру Лізі. Цікаво, що для неї втілення на екрані героїв Кінга вже було не у першій, адже у 2014 році вона була задіяна в акторському ансамблі «Щасливого шлюбу».
В інтерв'ю виконавиця ролі Аманди повідомила, що ця робота стала для неї однією з найцікавіших. Її персонаж має психічні відхилення, їй доводилося зображати кататонічні напади, що стало новим акторським досвідом. Прихильниця Кінга також назвала свій улюблений роман у автора — «Сяйво».

## Фільмографія
| Рік  | Назва фільму                  | Оригінальна назва фільму      | Роль                             |
| ---- | ----------------------------- | ----------------------------- | -------------------------------- |
| 1985 | Компрометуючі пози            | Compromising Positions        | Мері Еліс Махоні                 |
| 1986 | Мисливець                     | Manhunter                     | Реба МакКлейн                    |
| 1986 | Товстий хлопець йде нутсоїдом | Zeisters                      | Лала                             |
| 1986 | Пеггі Сью вийшла заміж        | Peggy Sue Got Married         | Медді Наґл                       |
| 1988 | Такер: Людина та його мрія    | Tucker: The Man and His Dream | Віра Такер                       |
| 1989 | У країні                      | In Country                    | Ірен                             |
| 1993 | Ітан Фром                     | Ethan Frome                   | Зіна Фром                        |
| 1993 | У пошуках Боббі Фішера        | Searching for Bobby Fischer   | Бонні Вайцкін                    |
| 1993 | Джош і С. А. М.               | Josh and S.A.M.               | Керолайн Вітні                   |
| 1995 | Божевільне кохання            | Mad Love                      | Маргарет Робертс                 |
| 1995 | Ніксон                        | Nixon                         | Пет Ніксон                       |
| 1996 | Тигель                        | The Crucible                  | Елізабет Проктор                 |
| 1997 | Крижаний вітер                | The Ice Storm                 | Олена Гуд                        |
| 1997 | Без обличчя                   | Face/Off                      | Доктор Єва Арчер                 |
| 1998 | Плезантвіль                   | Pleasantville                 | Бетті Паркер                     |
| 1999 | Весь гнів                     | All The Rage                  | Олена                            |
| 2000 | Коли небо падає               | When the Sky Falls            | Сінеад Гамільтон                 |
| 2000 | Претендент                    | The Contender                 | Сенатор Лейн Біллінгс Хенсон     |
| 2003 | З карти                       | Off the Map                   | Арлін Гроден                     |
| 2004 | Щоденник пам'яті              | The Notebook                  | Ен Гамільтон                     |
| 2004 | Перевага Борна                | The Bourne Supremacy          | Відділ ЦРУ Реж. Памела Ленді     |
| 2004 | Так                           | Yes                           | Вона                             |
| 2005 | Видимість гніву               | The Upside of Anger           | Террі Енн Вольфмайер             |
| 2006 | Бонневіль                     | Bonneville                    | Керол                            |
| 2007 | Ультиматум Борна              | The Bourne Ultimatum          | Відділ ЦРУ Реж. Памела Ленді     |
| 2008 | Смертельні перегони           | Death Race                    | Тюремний начальник Клер Хеннессі |
| 2009 | Хатіко: Вірний друг           | Hachi: A Dog's Tale           | Кейт Вілсон                      |
| 2009 | Джорджія О'Кіф                | Georgia O'Keeffe              | Джорджія О'Кіф                   |
| 2012 | Спадок Борна                  | The Bourne Legacy             | Відділ ЦРУ Реж. Памела Ленді     |
| 2014 | Нормальний шлюб               | A Good Marriage               | Дарсі Андерсон                   |
| 2015 | Кімната                       | Room                          | Ненсі Ньюсом                     |
| 2021 | Історія Лізі                  | Lisey's Story                 | Аманда Дебушер                   |

### Відеоігри
| Year | Назва                       | Роль    | Примітки  |
| ---- | --------------------------- | ------- | --------- |
| 2011 | The Elder Scrolls V: Skyrim | Дельфін | озвучення |